# Edmonton (Queensland)
Edmonton è un sobborgo di Cairns, Queensland, Australia. Ha una popolazione di 10.753 abitanti.